# Diavatós
Diavatós är en ort i Grekland.   Den ligger i prefekturen Nomós Imathías och regionen Mellersta Makedonien, i den norra delen av landet, 300 km norr om huvudstaden Aten. Diavatós ligger 25 meter över havet och antalet invånare är 1 294.
Terrängen runt Diavatós är platt åt nordost, men åt sydväst är den kuperad. Runt Diavatós är det glesbefolkat, med 17 invånare per kvadratkilometer. Närmaste större samhälle är Véroia, 5,9 km väster om Diavatós. I omgivningarna runt Diavatós växer i huvudsak blandskog.